# 漫长的十八世纪
漫长的十八世纪（英語：Long eighteenth century）是英国部分历史学家所提出的历史断代方法，用来指代1688年光荣革命及大同盟戰爭到1815年拿破仑战争期间的历史时期。这一说法最早由约翰·罗伯特·西利爵士在1883年提出。另外有将之定义为1660年斯图亚特王朝复辟到乔治时代者 。